# Champions Cup and the Evert Cup 1998 - Qualificazioni doppio maschile
Le qualificazioni del doppio maschile del Champions Cup and the Evert Cup 1998 sono state un torneo di tennis preliminare per accedere alla fase finale della manifestazione. I vincitori dell'ultimo turno sono entrati di diritto nel tabellone principale. In caso di ritiro di uno o più giocatori aventi diritto a questi sono subentrati i lucky loser, ossia i giocatori che hanno perso nell'ultimo turno ma che avevano una classifica più alta rispetto agli altri partecipanti che avevano comunque perso nel turno finale.
Le qualificazioni del doppio del torneo Champions Cup and the Evert Cup 1998 prevedevano 8 coppie partecipanti di cui 2 sono entrate nel tabellone principale.

## Teste di serie
1. Dave Randall /  Jack Waite (Qualificati)
2. Julián Alonso /  Nicolás Lapentti (ultimo turno)

1. Scott Davis /  Byron Talbot (ultimo turno)
2. Rikard Bergh /  Robbie Koenig (Qualificati)

## Qualificati
1. Dave Randall  /   Jack Waite

1. Rikard Bergh  /   Robbie Koenig

## Tabellone

### Legenda
| - Q = Qualificato - WC = Wild card - LL = Lucky loser | - ALT = Alternate - SE = Special Exempt - PR = Protected Ranking | - w/o = Walkover - r = Ritirato - d = Squalificato |

### Sezione 1
|  | Primo turno | Primo turno                  | Primo turno                  | Primo turno | Primo turno |  |  | Ultimo turno | Ultimo turno             | Ultimo turno             | Ultimo turno | Ultimo turno |  |
|  |             |                              |                              |             |             |  |  |              |                          |                          |              |              |  |
|  | 1           | Dave Randall Jack Waite      | Dave Randall Jack Waite      | 6           | 7           |  |  |              |                          |                          |              |              |  |
|  |             | Sláva Doseděl Dominik Hrbatý | Sláva Doseděl Dominik Hrbatý | 4           | 5           |  |  | 1            | Dave Randall Jack Waite  | Dave Randall Jack Waite  | 7            | 6            |  |
|  | 3           | Scott Davis Byron Talbot     | 6                            | 6           | 6           |  |  | 3            | Scott Davis Byron Talbot | Scott Davis Byron Talbot | 6            | 1            |  |
|  |             | Nicolas Kiefer Marc Rosset   | 7                            | 1           | 2           |  |  |              |                          |                          |              |              |  |

### Sezione 2
|  | Primo turno | Primo turno                    | Primo turno                | Primo turno | Primo turno |  |  | Ultimo turno | Ultimo turno                   | Ultimo turno | Ultimo turno | Ultimo turno |  |
|  |             |                                |                            |             |             |  |  |              |                                |              |              |              |  |
|  | 2           | Julián Alonso Nicolás Lapentti | 7                          | 4           | 6           |  |  |              |                                |              |              |              |  |
|  |             | George Bastl Kyle Spencer      | 6                          | 6           | 3           |  |  | 2            | Julián Alonso Nicolás Lapentti | 6            | 3            | 6            |  |
|  | 4           | Rikard Bergh Robbie Koenig     | Rikard Bergh Robbie Koenig | 6           | 6           |  |  | 4            | Rikard Bergh Robbie Koenig     | 4            | 6            | 7            |  |
|  |             | Karol Kučera Magnus Norman     | Karol Kučera Magnus Norman | 2           | 3           |  |  |              |                                |              |              |              |  |